# Cyanopepla gloriosa
Cyanopepla gloriosa là một loài bướm đêm thuộc phân họ Arctiinae, họ Erebidae.